# Punta d'Arnas
La Punta d'Arnas (detta anche Ouille d'Arbéron) è una montagna delle Alpi Graie alta 3560 m. Si trova lungo la linea di confine tra l'Italia e la Francia.

## Geografia

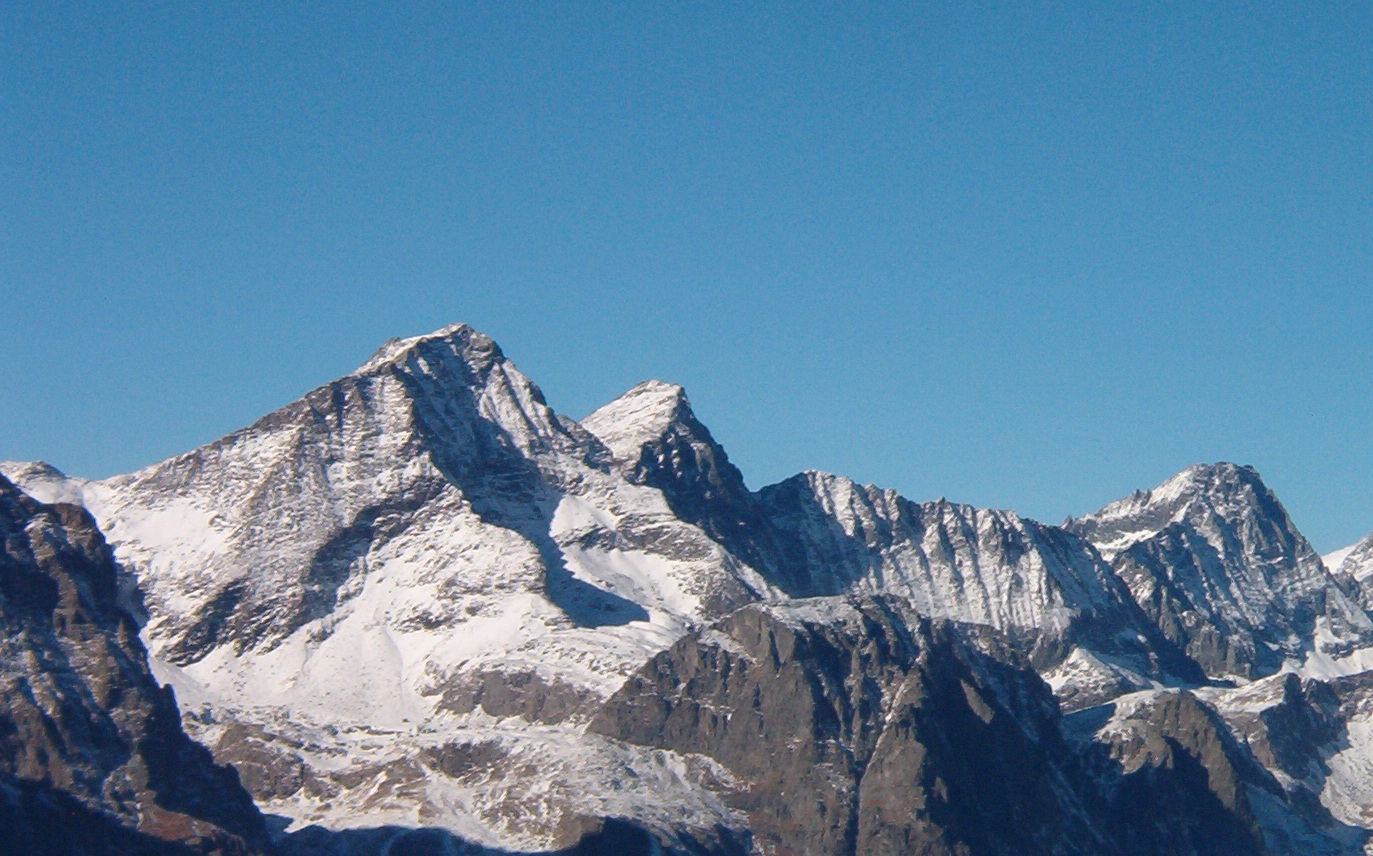
La Punta d'Arnas tra la Croce Rossa a sinistra e l'Uia di Bessanese a destra.

La vetta si trova alla testata della Valle di Viù nelle Valli di Lanzo al confine con la Francia. È collocata lungo la linea di confine che partendo dal Rocciamelone sale a nord verso le Levanne, passando attraverso la Croce Rossa e l'Uia di Bessanese.

## Ascesa alla vetta

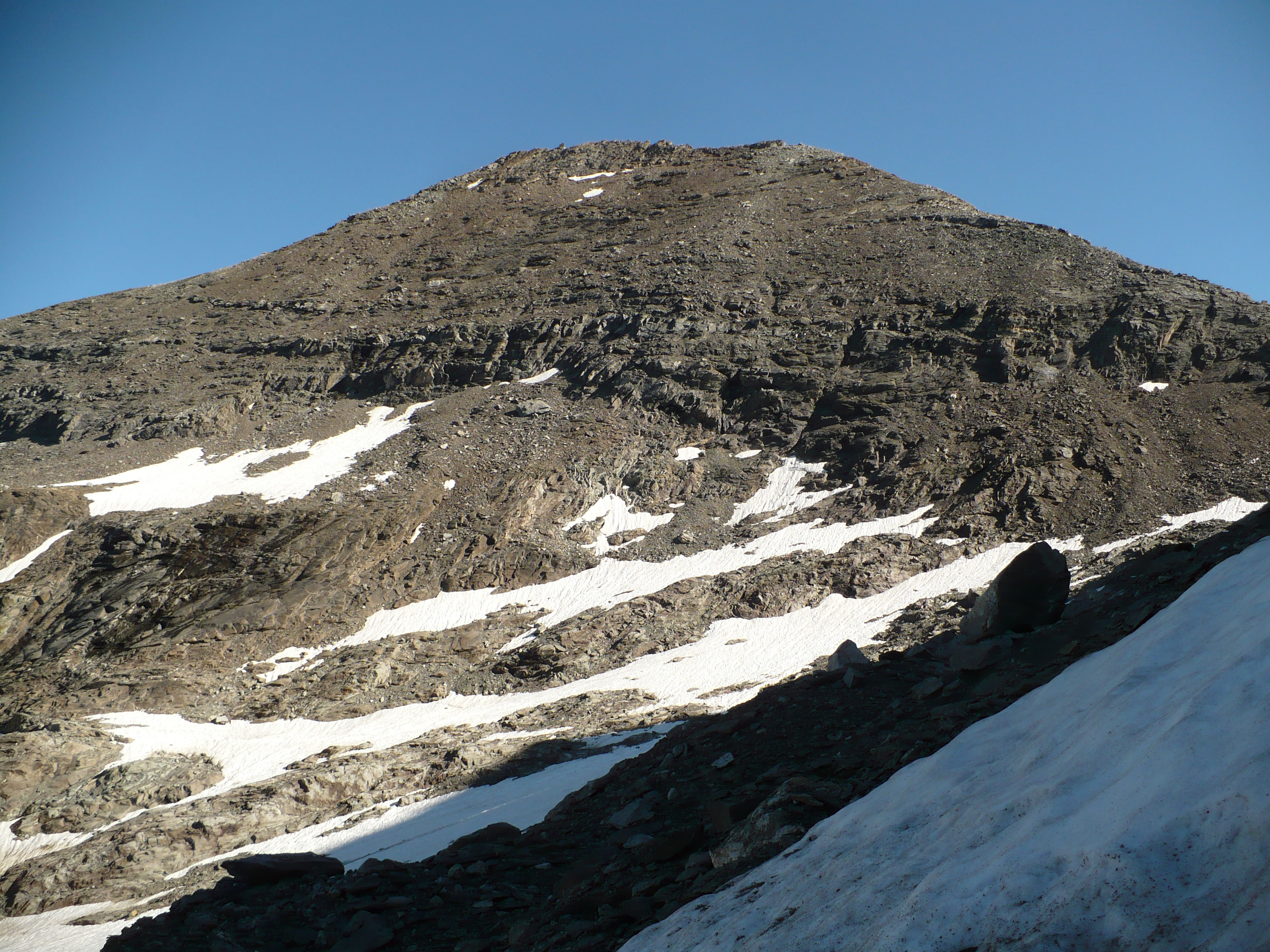
Il versante sud

È possibile salire sulla vetta partendo dalla valle dell'Averole in Francia e passando per il rifugio dell'Averole.
Dal versante italiano è possibile raggiungere la vetta passando dal rifugio Luigi Cibrario. Dal rifugio occorre salire al Colle della Valletta (3.207 m), scendere, in territorio francese sul Glacier du Baounet fino a circa 2.900 m, raggiungere la spalla ovest del monte e percorrerla fino alla vetta.